# Rie Usuiová
Rie Usuiová (japonsky 臼井 理恵, * 28. prosince 1989 Tokio) je japonská fotbalistka.

## Reprezentační kariéra
Za japonskou reprezentaci v roce 2014 odehrála 6 reprezentačních utkání.

## Statistiky
| Japonsko | Japonsko | Japonsko |
| Roky     | Záp.     | Góly     |
| -------- | -------- | -------- |
| 2014     | 6        | 0        |
| Celkem   | 6        | 0        |